# La Cueva, Puebla
La Cueva är en ort i Mexiko.   Den ligger i kommunen Tlacuilotepec och delstaten Puebla, i den sydöstra delen av landet, 150 km nordost om huvudstaden Mexico City. La Cueva ligger 1 361 meter över havet och antalet invånare är 245.
Terrängen runt La Cueva är bergig söderut, men norrut är den kuperad. Runt La Cueva är det ganska tätbefolkat, med 192 invånare per kvadratkilometer. Närmaste större samhälle är Xicotepec de Juárez, 17,8 km sydost om La Cueva. Omgivningarna runt La Cueva är en mosaik av jordbruksmark och naturlig växtlighet.